# Condado de Bath (Kentucky)
El condado de Bath o en inglés Bath County, fundado en 1811, es un condado en el estado estadounidense de Kentucky. En el año 2000 tenía una población de 11.085 habitantes. La sede del condado es Owingsville.